# Solna Ju-jutsuklubb
Solna Ju-jutsuklubb bildades 1991 av medlemmar i en av Sveriges äldsta klubbar, budoklubben Budo kwai. Klubben är den enda i sitt slag i Solna kommun. Anders Bengtsson, 4:e Dan i ju-jutsu, var under många år chefsinstruktör och ordförande i anrika Budo kwai i Stockholm. Sedan Budo kwai's ju-jutsu sektion lades i träda bestämde sig Anders för att starta Solna ju-jutsuklubb. Solna Ju-jutsuklubb tillhör Svenska Ju-jutsuförbundet och tränar Ju-jutsu.